# یحیی بن عبدالله
یحیی بن عبدالله المحض بن الحسن المثنی بن الحسن السبط بن علی بن أبی طالب الهاشمی القرشی با کنیهٔ أبا الحسن و مشهور به ابومحمد و یحیی بن عبدالله الکامل از سادات حسنی بود.
یحیی که فرزند عبدالله بن حسن مثنی، و برادر محمد نفس زکیه و ادریس بود، از قیام صاحب فخ گریخت و به دیلم پناه برد و با کمک جستان یکم پادشاه جستانی آنجا علیه هارون الرشید خلیفهٔ عباسی قیام کرد. مردم گرد او جمع شدند و او به قدرتی بدل گردید. هارون الرشید هراسان فضل بن یحیی برمکی را با ۵۰٬۰۰۰ مرد جنگی و وعدهٔ حاکمیت بر جرجان، طبرستان و ری به جنگ با وی روانه کرد. فضل در طالقان نامه‌ای به یحیی نوشت و او را دعوت به تبعیت از هارون کرد. یحیی پذیرفت در صورت نوشته شدن پیمان صلح به خط هارون آشتی کند. هارون به خط خود امان نامه‌ای با گواهی فقها و قضات بغداد نوشت و یحیی به بغداد و سپس به حجاز رفت. اما چندی بعد هارون، یحیی را زندانی کرد و او در حبس درگذشت.
او نزد جعفر صادق و مالک بن انس تحصیل کرد.

## ارتباط با زیدیه
یحیی بن عبدالله در واقع آخرین نفر از خاندان حسنی بود که علیه خلافت اقدام به قیام نمود. در این قیام زیدیان نقش پررنگی ایفا می‌کردند و عامر بن کثیر سراج، از بزرگان زیدیه، به این قیام پیوسته بود. رهبری زیدی‌ها در قیام یحیی به فرماندهی حسن بن صالح، از پیروان شاخهٔ بتریه، بود. علی‌رغم حضور زیدی‌ها، در قیام‌هایی که سادات حسنی ترتیب می‌دادند، برتری با افراد حسنی بود و رهبری آنان تثبیت شده بود و زیدیه در حاشیه قرار داشتند. ابوالعباس حسنی نافرمانی‌های حسن بن صالح را از عوامل فروپاشی این قیام دانسته؛ گویا زیدیان عقیده به مسح از روی کفش داشتند و به همین خاطر یحیی بن عبدالله حاضر نشد با آن‌ها در نماز جماعت شرکت کند و جداگانه نماز خواند و این موجب اختلاف میان قوای او شد. همچنین زمانی که هدایایی برای یحیی فرستاده شد، او تنها سادات حسنی را لایق دریافت سهمی از هدایا دانست و این موجب اعتراض حسن بن صالح شد.